# 日落黃沙
《日落黃沙》（英語：The Wild Bunch）是一部1969年首映的美國西部片，導演山姆·畢京柏代表作。获美國奧斯卡金像獎最佳原創音樂、最佳原創劇本提名。威廉·荷頓和歐尼斯·鮑寧在片中皆飾演反派角色（美國治安史上犯案數次之知名劫匪）。
本片榮獲美國影藝學院推崇百年百大經典電影第80名。

## 剧情简介
該片根据美國真實重大刑案改編，时代背景是1910年代的墨西哥革命时期。
一群上了年纪以Pike为首的六个劫匪，计划干下最后一票赚大钱后便收手，不料他们受到铁路公司雇佣的以Thornton（他以前跟Pike是一伙的，因为失手被抓以致坐牢从此改邪归正，这次是铁路公司老板请他出来帮忙对付Pike的）为首的骑士们的追击。
Pike等人越过边境来到了墨西哥境内团伙成员Angel的家乡，却得知这里遭到了墨西哥军阀Mapache的洗劫，造成Angel的父亲被杀，心爱的女人也跟着Mapache跑了的悲剧。他们来到Mapache盘踞的乡镇，怒愤的Angel冲动打死了他心爱的女人，因此Angel得罪了Mapache。Mapache要这几个艺高人胆大的强盗为他抢劫边境火车上的美国军火（为了对抗自己的军事敌人，他急需军火），作为交易条件是给他们一万金币和释放了Angel。
经过努力他们成功抢到了军火，不过Angel却私下拿走一部分军火想武装自己的部落为日后找Mapache报仇。在他们与Mapache进行军火与金钱交易时，不料Mapache却知道了Angel的私藏行为，于是他把Angel抓起来并折磨他。拿到金钱的四人后来想到Angel与他们之间的情谊，决心要救他出来。
最终四人与Mapache的一大队人展开了一场大战，双方基本都战死。事后赶来的Thornton看到Pike等人的英勇壮举，也佩服和感慨万分。

## 演员表
- William Holden as Pike Bishop
- Ernest Borgnine as Dutch Engstrom
- Robert Ryan as Deke Thornton
- Edmond O'Brien as Freddie Sykes
- Warren Oates as Lyle Gorch
- Jaime Sánchez as Angel
- Ben Johnson as Tector Gorch
- Emilio Fernández as General Mapache
- Strother Martin as Coffer
- L. Q. Jones as T.C.
- Albert Dekker as Pat Harrigan
- Bo Hopkins as Clarence 'Crazy' Lee
- Jorge Russek as Major Zamorra
- Alfonso Arau as Lieutenant Herrera
- Dub Taylor as Preacher
- Rayford Barnes as Buck
- Paul Harper as Ross
- Chano Urueta as Don José
- Elsa Cárdenas as Elsa
- Bill Hart as Jess
- Stephen Ferry as Sergeant McHale
- Fernando Wagner as Commander Mohr
- Jorge Rado as Ernst
- Aurora Clavel as Aurora